# カロライナ・パンサーズ
カロライナ・パンサーズ（英語: Carolina Panthers、略称: CAR）は、アメリカ合衆国ノースカロライナ州シャーロットに本拠地をおくNFLチーム。NFC南地区に所属している。ホームスタジアムならびにチーム本部はバンク・オブ・アメリカ・スタジアムである。
1996年以降はシャーロットでホームゲームを行っているが、創設年の1995年シーズンのみサウスカロライナ州クレムソンのクレムソン・メモリアル・スタジアムで試合を行っていた。チームは毎年、サウスカロライナ州スパータンバーグのウォフォード大学でトレーニングキャンプを行っている。NFLではニューイングランド・ペイトリオッツと並び、複数の州をまたがってフランチャイズとするチームである。

## 概要
1993年にNFLで29番目のフランチャイズとして発表され、1995年に初代オーナー兼創設者のジェリー・リチャードソンのもとで、ジャクソンビル・ジャガーズとともにNFLに加盟し、活動を開始した。当時はNFC西地区に所属していた。チームは最初の2年間、好成績を収めた。1995年は7勝9敗、翌1996年は12勝4敗でNFC西地区を制したが、NFCチャンピオンシップゲームでグリーンベイ・パッカーズに敗れた。その後、2003年にNFCチャンピオンシップゲームで優勝し、第38回スーパーボウルに出場したもののニューイングランド・ペイトリオッツに32-29で敗れた。2005年と2008年にプレーオフ出場を果たすがその後はしばらくプレーオフから遠ざかる。2013年、2014年とプレーオフで敗れるが、第38回スーパーボウルに第50回スーパーボウルへ出場を果たしたものの、デンバー・ブロンコスに敗れた。それ以降、プレーオフに出場したのは、2017年の1回のみである。2002年のNFC南地区設立以来、5度の地区優勝を果たしており、ニューオーリンズ・セインツに次いで2位の記録である。
2021年現在、NFCで最も新しいチームである。チームは、法的には「Panther Football, LLC.」として登録されており、デビッド・テッパーによる創設者ジェリー・リチャードソンからのチーム買収が2018年5月22日にリーグオーナーによって満場一致で承認された。フォーブスによると、同クラブの価値は約29.1億米ドルである。

## 歴史

### フランチャイズ誕生

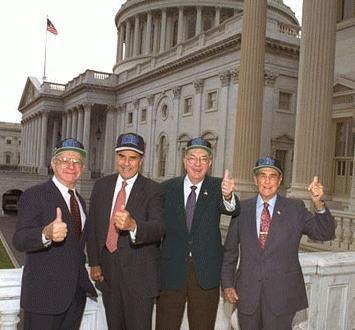
チームの創設に貢献した（当時）上院議員の（左から）ローチ・フェアクロース（ノースカロライナ）、ボブ・ドール（カンザス）、ジェシー・ヘルムズ（ノースカロライナ）、ストロム・サーモンド（サウスカロライナ）

1987年にNBAのエクスパンションチームとしてシャーロット・ホーネッツの加入が決定されてからボルチモア・コルツの元選手であったジェリー・リチャードソンはNFLのエクスパンションチームを自身の出身地であるノースカロライナに作ろうと奔走した。彼は70000人以上を収容することができるスタジアムをシャーロットに建設することを発表、地元の期待は高まった。ノースカロライナ州、サウスカロライナ州の知事、ジェシー・ヘルムズ、アーネスト・ホリングスら連邦議員の支持も取り付けた。1989年、1990年、1991年に開催されたプレシーズンゲームのチケットはソールドアウトされた。1991年にはノースカロライナ州ローリーにワールドリーグのローリー・ダーラム・スカイホークスが結成されたが1年で解散した。1992年にNFLはエクスパンションチームの候補地が、メリーランド州ボルチモア、ミズーリ州セントルイス、テネシー州メンフィス、フロリダ州ジャクソンビル、そしてシャーロットであると発表した。1993年10月26日に開かれたオーナー会議でカロライナとジャクソンビルを1976年以来となるエクスパンションチームとすることを満場一致で決定したと発表した。地元はこの決定を花火を上げて歓迎した。競争に敗れたセントルイスとボルチモアもすぐにチームを迎えることとなった。ロサンゼルス・ラムズが1995年にセントルイスに移転してセントルイス・ラムズに、1996年にはクリーブランド・ブラウンズがブラウンズの名称に愛着を持つクリーブランド市民の声もあり、ボルチモア・レイブンズとなって設立された。

### 創設から1998年まで

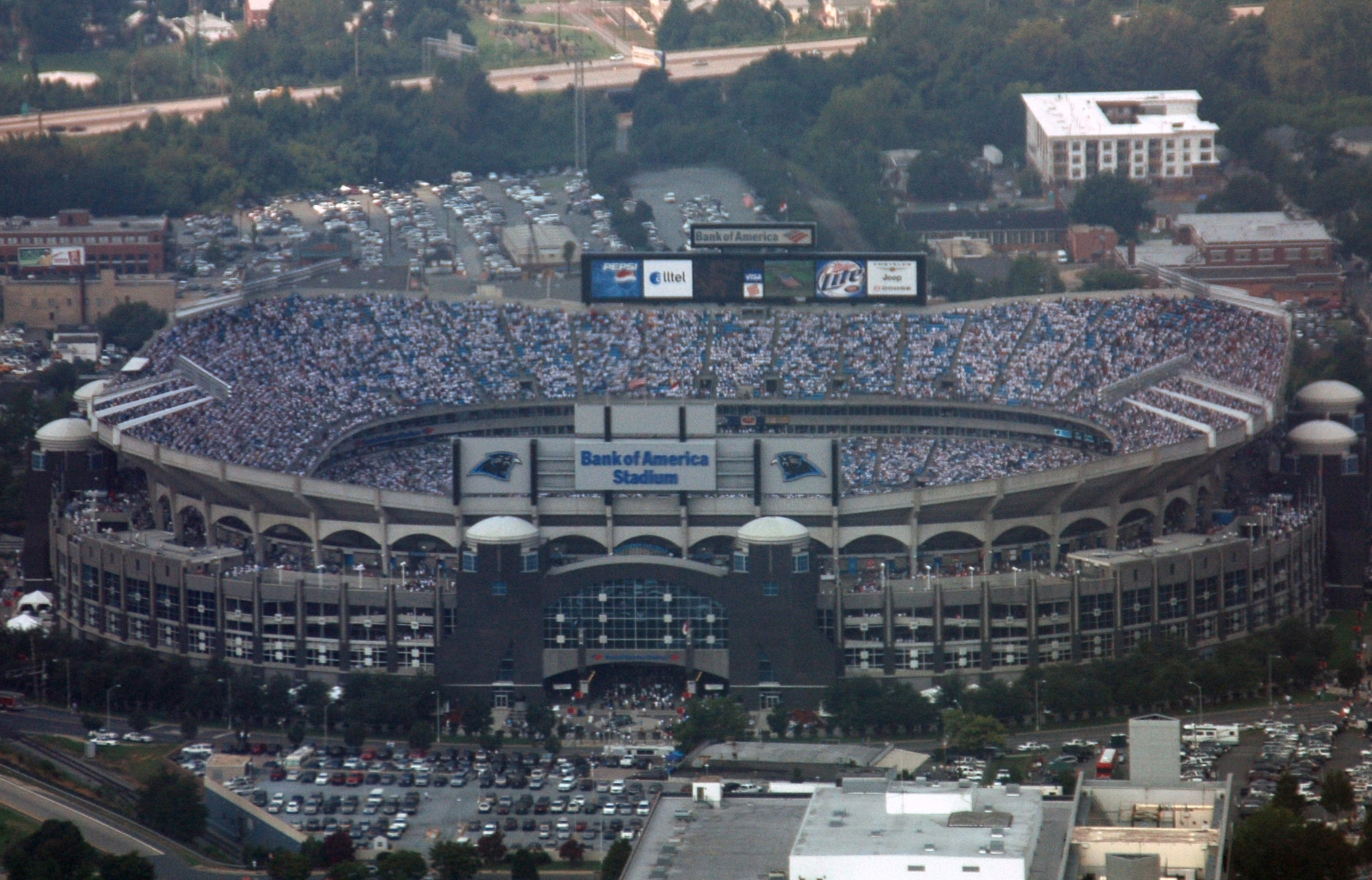
1996年より本拠地としているバンク・オブ・アメリカ・スタジアム

1995年にピッツバーグ・スティーラーズのディフェンス・コーディネーターであったドム・ケイパースがヘッドコーチとして迎えられた。他球団からプロテクトを受けなかった選手をエキスパンション・ドラフトで指名したがその中の1人アトランタ・ファルコンズから移籍したビル・ゴールドバーグがチームから最初に解雇された選手となった。彼はその後WCW、WWE（旧WWF）でプロレスラーとして活躍することとなる。1995年のドラフト1巡目全体5位でチームはペンシルベニア州立大学のQBケリー・コリンズを指名した。パンサーズとジャクソンビル・ジャガーズは1976年に加入したタンパベイ・バッカニアーズ、シアトル・シーホークスの時代と異なりフリーエージェントの影響もありチーム創設の困難さは小さいものとなった。チームはWRのドン・ビービー、LBのサム・ミルズ、PKのジョン・ケイシーを獲得した。チーム初のゲームは1995年7月29日にジャガーズとの間で行われたプレシーズンゲームであり20-14で勝利を挙げた。最初のシーズンはスタジアムが建設中だったためホームゲームをクレムゾン大学のメモリアル・スタジアムで行った。これはサウスカロライナ州を本拠地とした初の北米4大プロスポーツリーグ（MLB,NFL,NBA,NHL）のチームとなった。第1週に行われたアトランタ・ファルコンズ戦では13-3とリードしたものの20-23で敗れた。また地元開幕戦となったセントルイス・ラムズ戦では10-31と敗れている。開幕から5連敗した後、10月15日のニューヨーク・ジェッツ戦で初勝利をあげた。この試合でサム・ミルズは31ヤードのインターセプトタッチダウンを挙げている。この試合から4連勝を挙げて前年スーパーボウルチャンピオンのサンフランシスコ・49ersを破る番狂わせ も演じて7勝9敗でシーズンを終えた。
1996年のドラフトでは2巡目にワイドレシーバーのムーシン・モハメドを獲得、またクォーターバックのスティーブ・バーライン、タイトエンドのウェズリー・ウォールズ、ラインバッカーのケビン・グリーンを補強した。チームは創設2年目ながら7連勝を挙げるなど12勝4敗でNFC西部地区優勝を果たした。ディビジョナルプレーオフでダラス・カウボーイズを26-17で破ったがこの年のスーパーボウルを制覇するグリーンベイ・パッカーズにNFCチャンピオンシップゲームで13-30で敗れた。同じ創設2年目のジャクソンビル・ジャガーズもプレーオフに進出したがAFCチャンピオンシップゲームでニューイングランド・ペイトリオッツに敗れている。スーパーボウルに進出こそならなかったもののチームからはプロボウルに8人の選手が選ばれた。
1997年ファンはチームを期待したが2勝4敗のスタートとなるなど期待を裏切った。フィールド外でもトラブル続きでスターQBだったケリー・コリンズもアルコール依存症にかかり、チームメート（ムーシン・モハメドなど）に対する人種差別的な発言をしてトラブルメーカーとなったため、1998年のシーズン終了後チームは彼との契約を切った。1999年には、1997年のドラフト1巡目で指名されたWRレイ・カルースが妊娠したガールフレンドを謀殺して逮捕されるといったことが起きた。また、2000年4月にはエースRBだったフレッド・レーンが妻からドメスティックバイオレンスで訴えられたためコルツに放出している。

### 1999年から2001年
1998年を4勝12敗で終えるとチームはヘッドコーチのケイパーズを解雇し、サンフランシスコ49ersでスーパーボウルを2度制覇したジョージ・シーファートを後任に迎えた。1999年は8勝8敗でタイブレークの末、惜しいところでプレーオフ進出を逃した。
2年目の2000年は7勝9敗で終えた。
シーファート3年目のシーズンは悲惨なものとなった。ベテランQBのバーラインが解雇され、ジェフ・ルイスに期待が持たれた。しかしルイスはプレシーズンゲームで十分なパフォーマンスを見せることなく解雇され、チームは新人のクリス・ウィンキに託されることとなった。ウィンキはフロリダ州立大学を全米チャンピオンとしハイズマン・トロフィーを受賞していたがNFLで活躍するには経験不十分だった。チームは開幕戦こそドラフト3巡で獲得したスティーブ・スミスがキックオフリターンタッチダウンをあげる活躍を見せ、ミネソタ・バイキングスに勝ったがその後NFL1シーズンのワーストとなる15連敗を喫してしまった。シーズン終了後シーファートは即座に解雇された。しかしこの年のドラフトで獲得した選手にはその後プロボウルやオールプロに選出されるダン・モーガン、クリス・ジェンキンス、スティーブ・スミスなどが獲得されていた。

### 2002年から2010年
スティーブ・スパリアーやトニー・ダンジー（現コルツヘッドコーチ）に断られた後、チームはニューヨーク・ジャイアンツのディフェンス・コーディネーター、ジョン・フォックスをヘッドコーチとして迎えた。彼はディフェンスを改善することを考えドラフトでノースカロライナ大学のディフェンスエンド、ジュリアス・ペッパーズを指名した。この年のドラフトではラインバッカーのウィル・ウィザースプーン、デション・フォスターも加入した。ペッパーズ、マイク・ラッカー、ブレントソン・バックナー、クリス・ジェンキンスのディフェンスラインは優れたユニットであると識者から捉えられ、セカンダリーにはマイク・ミンターが座った。ウィザースプーンとマーク・フィールズがラインバッカー陣を統率しチームは7勝9敗、ラッシングディフェンスはリーグ2位となった。
翌2003年はオフェンスの補強が図られてニューオーリンズ・セインツの控えQBだったジェイク・デローム、ワシントン・レッドスキンズのRB、スティーブン・デービス、カージナルス、ラムズなどでプレイしたリッキー・プロールなどが加入した。またドラフトではリッキー・マニング、ジョーダン・グロスを獲得した。しかし元選手でコーチとなったサム・ミルズ が大腸癌であることが判明したり、マーク・フィールズがホジキンリンパ腫に罹っていることがわかるなどチームを不幸が襲った。開幕戦の3-17とリードされた第3Qからロドニー・ピートに代わって登場したデロームの活躍もありチームは逆転勝利、翌週のスーパーボウルチャンピオンのタンパベイ・バッカニアーズ戦では第4Q最後に同点となるタッチダウンをあげられたがポイント・アフター・タッチダウンをブロックしオーバータイムの末勝利した。開幕5連勝を含め11勝5敗でシーズンを終えて7年ぶりにプレーオフに進出した。ワイルドカードプレーオフでダラス・カウボーイズを29-10で破った後、ディビジョナルプレーオフではラムズの本拠地、エドワード・ジョーンズ・ドームに乗り込んだ。残り3分で11点リードしていたが、ラムズはマーシャル・フォークがタッチダウンを挙げた後、2ポイントコンバージョンを成功させ、その後オンサイドキックも成功させてフィールドゴールを決め試合はオーバータイムに持ち込まれた。最初のオーバータイムではジョン・ケイシーと相手キッカーのジェフ・ウィルキンスが共にフィールドゴールを失敗、ダブルオーバータイムに勝負は持ち込まれた。最後はデロームがスミスへ69ヤードのタッチダウンパスを成功させ29-23でパンサーズは勝利した。NFCチャンピオンシップゲームではドノバン・マクナブ率いるフィラデルフィア・イーグルスと対戦した。イーグルスは3年連続のチャンピオンシップゲーム出場であった。イーグルスを14-3で破りパンサーズはスーパーボウル初出場を決めてニューイングランド・ペイトリオッツと対戦した。ハーフタイムショーでのジャネット・ジャクソンのハプニングが話題となった第38回スーパーボウルだったがフットボールファンによるとスーパーボウル史上名勝負の1つと言われた。第1Qは共に無得点で終えた。前半終了間際になっても共に無得点であった。第2Q残り5分から試合が動き、ハーフタイム終了時点でペイトリオッツが14-10でリードした。第3Qは共に無得点に終わったがそこから山場が待っていた。第4Qはスーパーボウル史上最も得点が入り何度も逆転が見られた。第4Q開始早々、QBジェイク・デロームからムーシン・ムハメドに85ヤードのタッチダウンパスが通り22-21とリードすると、今度はペイトリオッツがタッチダウンの後、2ポイントコンバージョンを成功させて29-22と逆転した。リッキー・プロールへのタッチダウンパスが通り、残り1分08秒で29-29の同点と試合は振り出しに戻った。スーパーボウル初のオーバータイムに持ち込まれるかと思われたが、ここでキッカーのジョン・ケイシーはキックオフをアウトオブバーンズとしてしまう痛恨のミス。ペイトリオッツに自陣40ヤードからの攻撃権を与えてしまった。最後はこの試合2度のFGを失敗していたアダム・ビナティエリが2年前の第36回スーパーボウルの再現となる41ヤードの決勝FGを成功させてペイトリオッツが32-29で優勝した。この年7試合で残り2分以内、オーバータイムに決勝点をあげたチームはカーディアック・キャットと呼ばれた。
翌2004年には目立った補強はされなかったが、マーク・フィールズがホジキン病から復帰した。しかしチームには怪我人が続出、スティーブ・スミスが開幕戦で故障、クリス・ジェンキンスも第2週を前に戦列を離れてしまいシーズンを棒に振った。14人が故障者リスト入りし、その内ランニングバックが4人も含まれた。最初の8試合で1勝7敗となってしまい、ファンは2001年の悪夢を思い出した。しかしここでフルバックのニック・ゴーイングスが5試合で100ヤード以上走る活躍を見せると共にルーキーWRのキアリー・コルバート、ディフェンスのがんばりで残り8試合の内、6勝をあげて7勝9敗でシーズンを終えた。

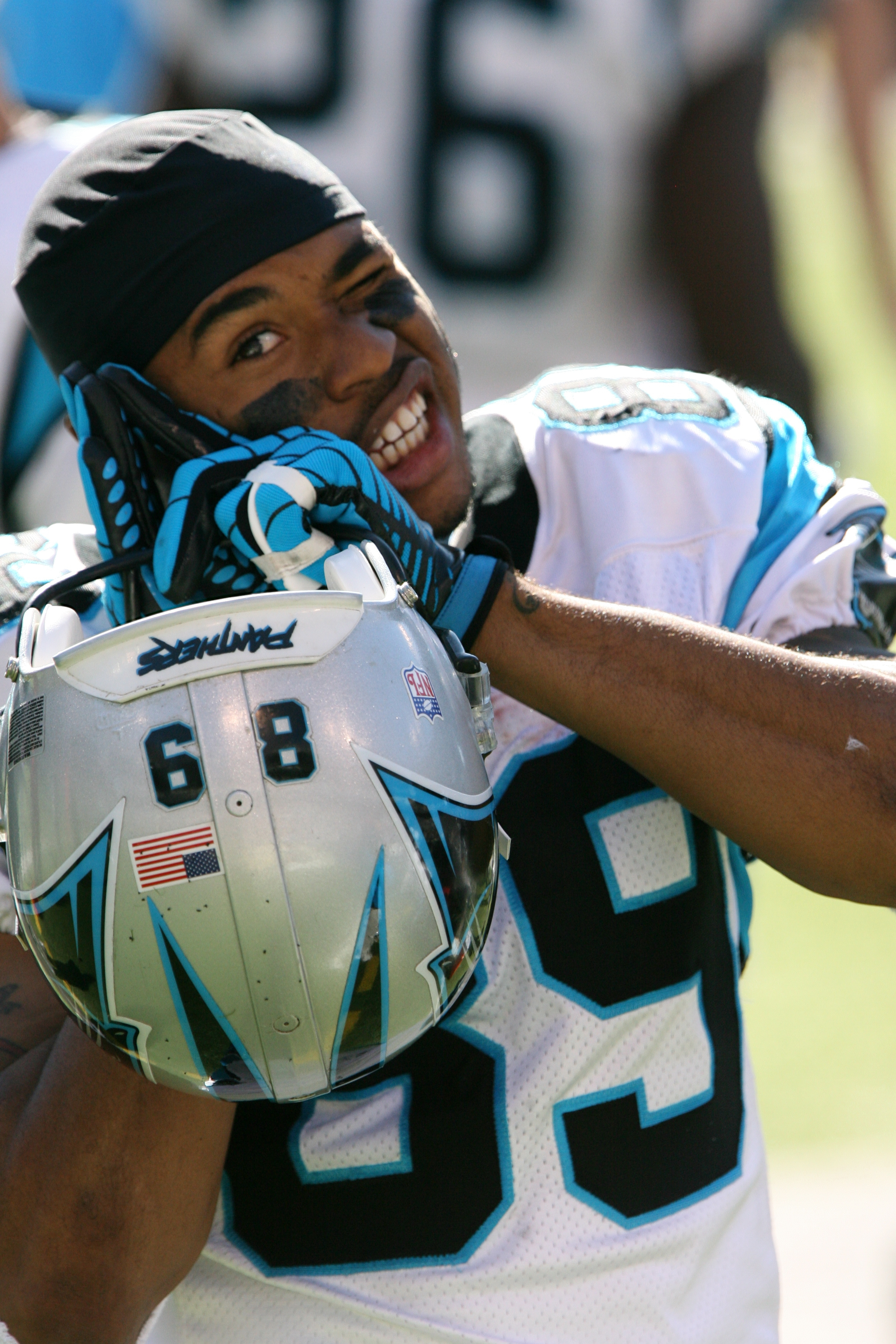
WRスティーブ・スミス・シニア

2005年もコート外での騒動に見舞われた。3月には3選手がステロイド剤を使用しているとレポートが出され、4月にはガンと闘病していたサム・ミルズが他界した。またマーク・フィールズのホジキン病も再発してしまった。開幕戦をハリケーン・カトリーナの被害を受けたニューオーリンズ・セインツ戦やロードのマイアミ・ドルフィンズ戦を接戦で落としたが、ペイトリオッツに27-17とスーパーボウルのお返しをし、第7週のバイキングス戦ではスティーブ・スミスが11回のキャッチで201ヤードを獲得、デロームも29本中21本のパスを成功させ341ヤードを稼ぐ活躍を見せるなど、チームはシーズン途中で6連勝をマークしたが、リーグNO.1ディフェンスを誇るシカゴ・ベアーズにわずか3得点に抑えられて連勝はストップした。最終節ではこれまで一度も勝利したことのないファルコンズのジョージアドームで44-11とチーム創設以来の大差での勝利をものにし、第5シードでプレーオフに進出した。ワイルドカードプレーオフでは敵地ジャイアンツ・スタジアムでニューヨーク・ジャイアンツを無得点に抑え、ディビジョナルプレーオフでは続いてソルジャー・フィールドでレギュラーシーズン苦しめられたベアーズのディフェンスをスティーブ・スミスの活躍などで29-21で破りリベンジを果たした。しかし勝利の代償は大きく、フォスター、ペパーズを負傷で欠くこととなりNFCチャンピオンシップゲームではシアトル・シーホークスに敗れシーズンを終えた。
2006年にはキーショーン・ジョンソンをオフに獲得した。本拠地バンク・オブ・アメリカ・スタジアムのチケットも15分で売り切れるほど期待が高かったがスティーブ・スミスやデロームの故障での戦線離脱も途中あり、8勝8敗でシーズンを終えプレーオフを逃した。シーズン終了後、ジョンソンは引退しオフェンス・コーディネーターのダン・ヘニングは解任された。
2007年デロームが第3週にひじを痛めトミー・ジョン手術を受けるため、序盤で戦列を離れた。代わりに起用されたデビッド・カーも背中を痛め、44歳のビニー・テスタバーディ、新人のマット・ムーアが残り試合で先発QBを務め7勝9敗でシーズンを終えた。
2008年、ランオフェンスの改善されたチームはホームで8戦全勝、12勝4敗で南部地区優勝を果たしてプレーオフではNFCで第2シードを獲得したが翌年1月10日に行われたディビジョナルプレーオフでアリゾナ・カージナルスに13-33で敗れシーズンを終えた。
2009年、オフシーズンにペッパーズが退団を希望するなどチームとトラブルになった。開幕からチームは3連敗した。デロームは故障者リスト入りするまでに18インターセプトを喫し、最後の5試合でマット・ムーアが4勝1敗の成績をあげ8勝8敗でシーズンを終えた。この年、ディアンジェロ・ウィリアムズ、ジョナサン・スチュワートがそれぞれ1,100ヤード以上をあげた。またラインバッカーのジョン・ビーソンは自身の持つ記録を破る169タックルをあげた。またジェロームの18インターセプトにもかかわらずターンオーバーレシオは+6であった。
2010年、オフシーズンにデローム、ペッパーズが退団した。フォックスヘッドコーチ最後のシーズンとなったこの年、チームは故障者リスト入りした選手がチーム史上最悪の14人となるなど負傷に悩まされ、2001年以来2度目となる2勝14敗に終わった。成績がNFLワーストだったことにより翌年のドラフト全体1位指名権を獲得。ハイズマン賞受賞選手、QBキャム・ニュートンを迎え入れた。

### 2011年以後
2011年、チームはロン・リベラをヘッドコーチとし、この年から加入したニュートンは、開幕から先発QBに指名された。チームはこの年6勝10敗の成績だったが、ニュートンはパスで4,000ヤード超え、ランで14TDを記録。プロボウル、最優秀攻撃新人選手に選ばれた。シーズン終了後の1月29日、チームロゴの変更を発表した。
2012年は優勝候補ともいわれたが、開幕1勝6敗と躓き、ニュートンのリーダーとしての資質を疑う声も出た。終盤は4連勝を記録したが、最終成績は7勝9敗だった。この年、LBルーク・キークリーが最優秀守備新人選手に選出。2年連続で新人賞受賞者を輩出した。
2013年は序盤こそ1勝3敗だったが、その時点から球団記録となる8連勝を記録し、第16節で地区ライバルであるニューオーリンズ・セインツを撃破してプレーオフ出場を決め、最終戦でアトランタ・ファルコンズを下し、12勝4敗で5年ぶりの地区優勝を果たした。プレーオフは初戦でサンフランシスコ・フォーティーナイナーズに敗退。
2014年はシーズン終盤まで3勝8敗1引分けと大きく負け越していたが、その後4連勝し、7勝8敗1引分けという負け越しの成績ながら、NFC南地区2連覇を果たした。ワイルドカードプレーオフではアリゾナ・カージナルスを27–16で破ったが、ディビジョナルプレーオフでシアトル・シーホークスに17–31で敗れた。
2015年は開幕から14連勝するなど、15勝1敗の好成績を残し、3年連続でNFC南地区を制するとともに、NFC第1シードを獲得した。そして、ディビジョナルプレーオフでシアトル・シーホークスを31-24で破ると、続くNFCチャンピオンシップゲームでもアリゾナ・カージナルスに49–15と圧勝し、2003年シーズン以来12年ぶりのスーパーボウル進出を果たした。第50回スーパーボウルでは、リーバイス・スタジアムにてデンバー・ブロンコスと対戦したが、シーズン中に見せた攻撃力をこの試合では発揮することができず10-24で敗れ、初のスーパーボウル制覇は成らなかった。
2016年は開幕戦でスーパーボウルの再戦となるデンバー・ブロンコスと対戦したが20-21で敗れると、前年とは一転して不調に陥り、ニュートンやキークリーら主力の故障も相次ぎ、6勝10敗の地区最下位に終わった。GMは解雇され、マーティ・ハーニーが暫定GMとなった。
2017年は地区2位で南地区からプレーオフに進出した3チームの一つとなったが、プレーオフでは初戦でニューオーリンズ・セインツに敗れた。

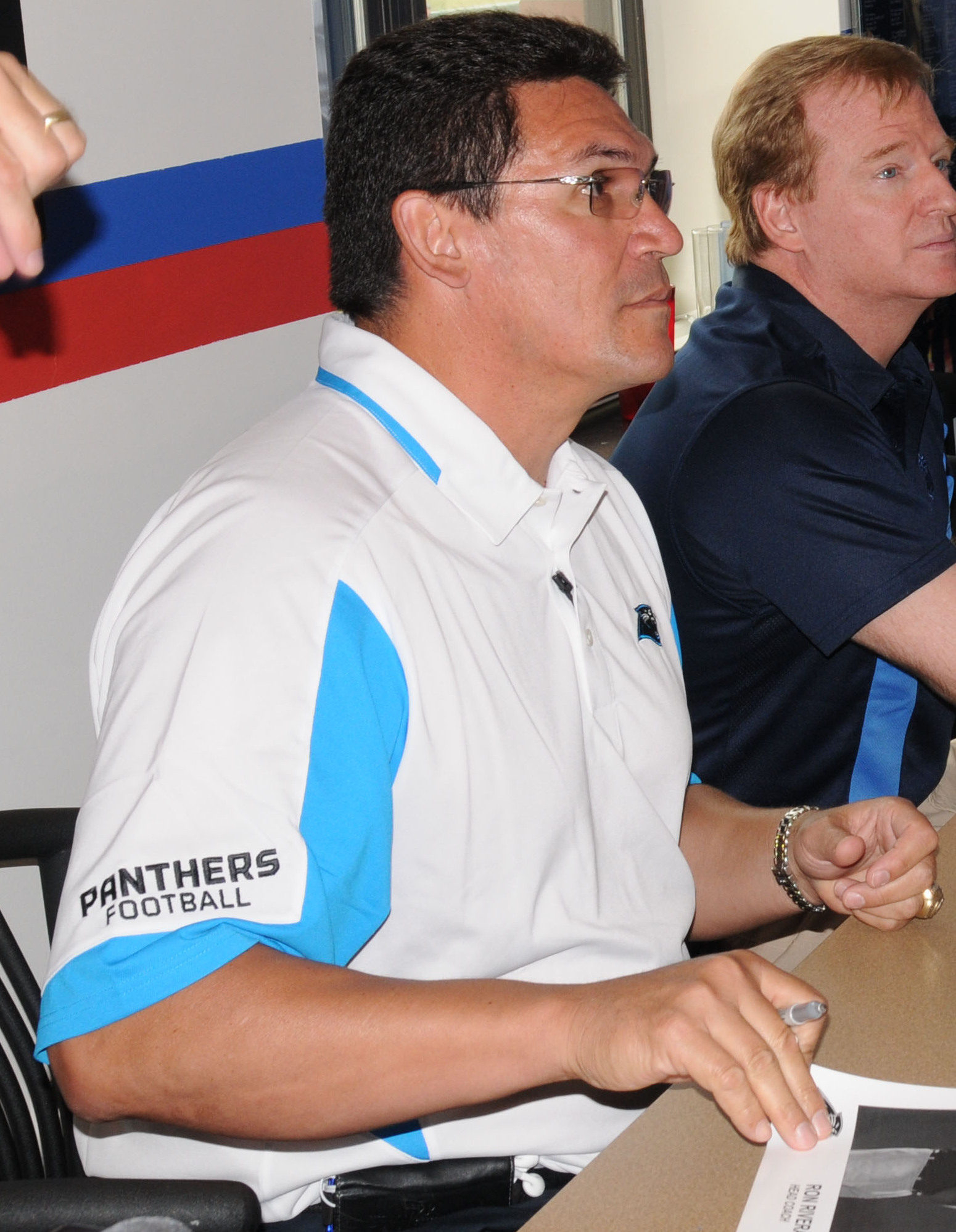
2011年から9年間ヘッドコーチを務めたロン・リベラ

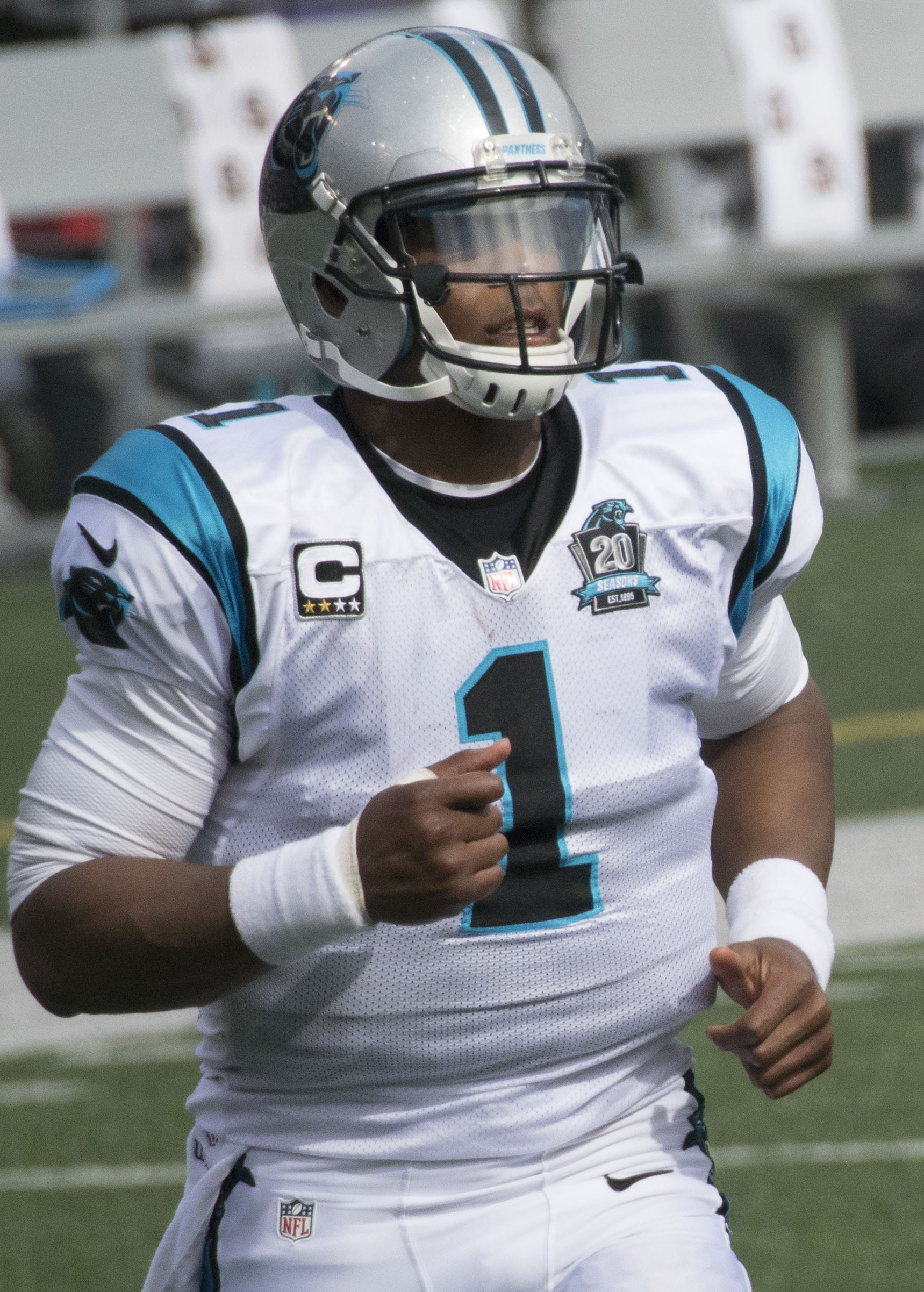
QBキャム・ニュートン

2018年1月、リチャードソンのセクハラ疑惑に伴い、チームの売却が正式に発表された。同年2月、マーティ・ハーニーが正式なGMとなった。同年5月、ヘッジファンドマネージャーのデビッド・テッパーへのチーム売却がオーナー会議で承認された。同年のシーズンは前半を6勝2敗で折り返したものの、そこから7連敗を喫し、結局プレーオフ進出を逃した。
2019年はニュートンが足の故障によりシーズン序盤に戦線離脱。5勝7敗となった12月3日にヘッドコーチのリベラは解任され、セカンダリーコーチのペリー・フューウェルが暫定ヘッドコーチに任じられた。その後も連敗が続き、地区最下位に終わった。シーズン後、ベイラー大学HCのマット・ルールをHCに起用し、エースQBのニュートンをニューイングランド・ペイトリオッツへ放出。代わりの先発QBとして、セインツに所属していたテディ・ブリッジウォーターを獲得した。
2020年シーズンもプレーオフ進出は逃し、GMのハーニーは解任された。2021年1月14日、シアトル・シーホークスの副社長スコット・フィッタラーがGMとなった。同年4月、ニューヨーク・ジェッツからQBサム・ダーノルドを獲得し、ブリッジウォーターはデンバー・ブロンコスに移籍した。
2021年11月11日、キャム・ニュートンがパンサーズに復帰した。地区最下位となり、4年連続してプレーオフを逃した。
2022年7月、クリーブランド・ブラウンズよりQBベイカー・メイフィールドをトレードで獲得した。2022年シーズンを1勝4敗でスタートしたのち、HCのマット・ルールは解雇されてスティーブ・ウィルクスが暫定HCとなった。2022年シーズン途中の12月5日、故障が続きプレー機会に恵まれなかったメイフィールドは契約終了を申し出てチームからリリースされた。このシーズンは負け越して5年連続でプレーオフを逃した。元インディアナポリス・コルツのHCフランク・ライクがHCに就任した。
2023年シーズンは、11試合を終えてわずか1勝にとどまり、フランク・ライクは解雇されてスペシャルチーム・コーディネーターのクリス・タボーが暫定HCとなった。その後も連敗して地区最下位となり、6年連続でプレーオフを逃した。2勝15敗とリーグ最下位となった。しかも一年前にドラフト一巡目の権利をシカゴにトレードで譲渡していたため、2024年ドラフト総合一番目の指名権は得られないことになった。シーズン終了後にGMは解任された。2024年1月、かつてパンサーズの選手であり、アシスタントGMを勤めていたダン・モーガンをフットボール運営部門社長兼ジェネラルマネジャーとした。HCにはタンパベイ・バッカニアーズのOCデイブ・カナルスが起用された。
2024年も低迷しプレーオフを逃した。

## ライバル

### アトランタ・ファルコンズ
ファルコンズとはチーム創設以来の同地区ライバルであり、距離も近いためそのライバル関係は強い。当初NFC西地区に所属した両チームの初対戦ではオーバータイムの末、23-20でファルコンズが勝利した。

### タンパベイ・バッカニアーズ
2002年に同地区となるまで特別なライバル関係はなかった。しかし、ブレントソン・バックナーがクリス・ジェンキンスがNFLのベストディフェンシブタックルだと発言したことでウォーレン・サップを激怒させ、それ以来両チームの間ではトラッシュトークや激しいプレーがしばしば行われている。2006年の対戦ではバッカニアーズのQBクリス・シムズが激しいヒットを受けて脾臓を失った。2009年にはバッカニアーズのパントリターナーのクリフトン・スミスがボールを捕球する前にヒットしたダンテ・ウェズリーが退場となった。

### ニューオーリンズ・セインツ
セインツとはチーム創設以来の同地区ライバルであるが、距離的に離れていることもあり、他の2チームと比べるとライバル関係の度合は強くない。なお、かつてパンサーズの先発QBであったジェイク・デロームは2003年にパンサーズに加入する前、セインツの控えQBであった。

### かつてのライバルたち
パンサーズは1995年から2001年までNFC西地区に所属しており、同じ地区に所属していたセントルイス・ラムズやサンフランシスコ・49ersともライバルであったが、2002年にパンサーズがファルコンズやセインツとともにNFC南地区に移って以降はその関係は薄れている。

## 文化

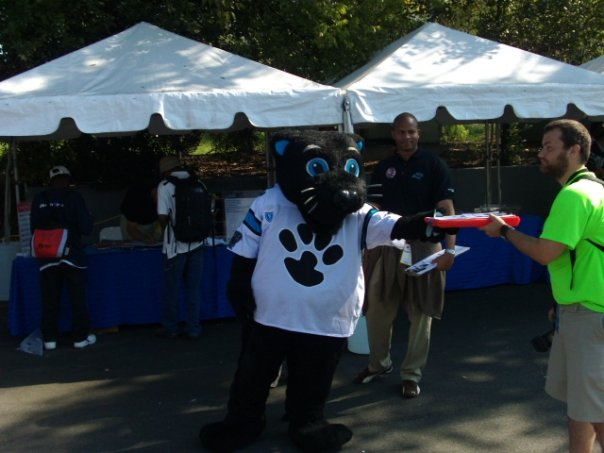
マスコットのサー・パー

### マスコット
チームのマスコットはクロヒョウのサー・パー（Sir Purr）である。好きなお菓子を「ハヤブサやワシ、シーホークなどの鳥類」と紹介しており、ジャクソンビル・ジャガーズのマスコットであるジャクソン・デ・ビルとは、ライバル関係にある。また、サー・パーには家族がいて、サー・パーの幼少版であるミニ・ニャーなどが参加することもある。
1996年のピッツバーグ・スティーラーズ戦では、パンサーズのパントの際に、ボールが生きているにもかかわらず、飛びついてしまい、タッチバックになってしまったことが話題になった。

## 2025年シーズン
|      | AFC            | AFC        | AFC            | AFC            | NFC          | NFC            | NFC          | NFC          |
| 前年 | 西地区         | 南地区     | 北地区         | 東地区         | 西地区       | 南地区         | 北地区       | 東地区       |
| ---- | -------------- | ---------- | -------------- | -------------- | ------------ | -------------- | ------------ | ------------ |
| 1位  | チーフス       | テキサンズ | レイブンズ     | ビルズ         | ラムズ       | バッカニアーズ | ライオンズ   | イーグルス   |
| 2位  | チャージャーズ | コルツ     | スティーラーズ | ドルフィンズ   | シーホークス | ファルコンズ   | バイキングス | コマンダース |
| 3位  | ブロンコス     | ジャガーズ | ベンガルズ     | ジェッツ       | カージナルス | パンサーズ     | パッカーズ   | カウボーイズ |
| 4位  | レイダース     | タイタンズ | ブラウンズ     | ペイトリオッツ | 49ers        | セインツ       | ベアーズ     | ジャイアンツ |

 ：1度対戦　 ：2度対戦
| 年   | 成績               | NFC  | 地区 | 勝 | 敗 | 分 | 率   | Div | Con  | 平均得点 | 平均失点 |
| ---- | ------------------ | ---- | ---- | -- | -- | -- | ---- | --- | ---- | -------- | -------- |
| 2025 |                    |      |      | 0  | 0  | 0  | –    | -   | -    |          |          |
| 2024 | レギュラー敗退     | 14位 | 3位  | 5  | 12 | 0  | .294 | 2-4 | 4-8  | 20.1     | 31.4     |
| 2023 | レギュラー敗退     | 16位 | 4位  | 2  | 15 | 0  | .118 | 1–5 | 1–11 | 13.9     | 24.5     |
| 2022 | レギュラー敗退     | 11位 | 2位  | 7  | 10 | 0  | .412 | 4-2 | 6-6  | 20.4     | 22.0     |
| 2021 | レギュラー敗退     | 14位 | 4位  | 5  | 12 | 0  | .294 | 2-4 | 3-9  | 17.9     | 23.8     |
| 2020 | レギュラー敗退     | 13位 | 3位  | 5  | 11 | 0  | .313 | 1-5 | 4-8  | 21.9     | 25.1     |
| 2019 | レギュラー敗退     | 13位 | 4位  | 5  | 11 | 0  | .313 | 1-5 | 2-10 | 21.3     | 29.4     |
| 2018 | レギュラー敗退     | 10位 | 3位  | 7  | 9  | 0  | .438 | 5-3 | 2-6  | 23.5     | 23.9     |
| 2017 | ワイルドカード敗退 | 5位  | 2位  | 11 | 5  | 0  | .688 | 3-3 | 7-5  | 22.7     | 20.4     |
| 2016 | レギュラー敗退     | 13位 | 4位  | 6  | 10 | 0  | .375 | 1-5 | 5-7  | 23.1     | 25.1     |
| 2015 | NFC優勝/SB敗戦     | 1位  | 優勝 | 15 | 1  | 0  | .938 | 5-1 | 11-1 | 31.3     | 19.3     |
| 2014 | ディビジョナル敗退 | 4位  | 優勝 | 7  | 8  | 1  | .469 | 4-2 | 6-6  | 21.2     | 23.4     |
| 2013 | ディビジョナル敗退 | 2位  | 優勝 | 12 | 4  | 0  | .750 | 5-1 | 9-3  | 22.9     | 15.1     |
| 2012 | レギュラー敗退     | 11位 | 2位  | 7  | 9  | 0  | .438 | 3-3 | 5-7  | 22.3     | 22.7     |
| 2011 | レギュラー敗退     | 12位 | 3位  | 6  | 10 | 0  | .375 | 2-4 | 3-9  | 25.4     | 26.8     |
| 2010 | レギュラー敗退     | 16位 | 4位  | 2  | 14 | 0  | .125 | 0-6 | 2-10 | 12.3     | 25.5     |
| 2009 | レギュラー敗退     | 8位  | 3位  | 8  | 8  | 0  | .500 | 4-2 | 8-4  | 19.7     | 19.3     |
| 2008 | ディビジョナル敗退 | 2位  | 優勝 | 12 | 4  | 0  | .750 | 4-2 | 8-4  | 25.9     | 20.6     |
| 2007 | レギュラー敗退     | 10位 | 2位  | 7  | 9  | 0  | .438 | 3-3 | 7-5  | 16.7     | 21.7     |
| 2006 | レギュラー敗退     | 8位  | 2位  | 8  | 8  | 0  | .500 | 5-1 | 6-6  | 16.9     | 19.1     |
| 2005 | NFC決勝敗退        | 5位  | 2位  | 11 | 5  | 0  | .688 | 4-2 | 8-4  | 24.4     | 16.2     |

### 2024年シーズン成績
| (3)タンパベイ・バッカニアーズ | 10 | 7  | 0 | .588 | 4-2 | 8-4 | 502 | 385 | 29.5 | 22.6 | .502 | .465 |
| アトランタ・ファルコンズ      | 8  | 9  | 0 | .471 | 4-2 | 7-5 | 389 | 423 | 22.9 | 24.9 | .519 | .426 |
| カロライナ・パンサーズ        | 5  | 12 | 0 | .294 | 2-4 | 4-8 | 341 | 534 | 20.1 | 31.4 | .498 | .329 |
| ニューオーリンズ・セインツ    | 5  | 12 | 0 | .294 | 2-4 | 4-8 | 338 | 398 | 19.9 | 23.4 | .505 | .306 |

| NFC 2024       | NFC 2024                     | NFC 2024 | NFC 2024 | NFC 2024 | NFC 2024 | NFC 2024 | NFC 2024 | NFC 2024 | NFC 2024 | NFC 2024 |
| 順 位          | チーム                       | 地 区    | 勝       | 敗       | 分       | 勝率     | DIV      | CON      | SOS      | SOV      |
| 地区優勝       | 地区優勝                     | 地区優勝 | 地区優勝 | 地区優勝 | 地区優勝 | 地区優勝 | 地区優勝 | 地区優勝 | 地区優勝 | 地区優勝 |
| -------------- | ---------------------------- | -------- | -------- | -------- | -------- | -------- | -------- | -------- | -------- | -------- |
| 1              | デトロイト・ライオンズ       | 北       | 15       | 2        | 0        | .882     | 6-0      | 11-1     | .516     | .494     |
| 2              | フィラデルフィア・イーグルス | 東       | 14       | 3        | 0        | .824     | 5-1      | 9-3      | .453     | .424     |
| 3              | タンパベイ・バッカニアーズ   | 南       | 10       | 7        | 0        | .588     | 4-2      | 8-4      | .502     | .465     |
| 4              | ロサンゼルス・ラムズ         | 西       | 10       | 7        | 0        | .588     | 4-2      | 6-6      | .505     | .441     |
| ワイルドカード |                              |          |          |          |          |          |          |          |          |          |
| 5              | ミネソタ・バイキングス       | 北       | 14       | 3        | 0        | .824     | 4-2      | 9-3      | .474     | .408     |
| 6              | ワシントン・コマンダース     | 東       | 12       | 5        | 0        | .706     | 4-2      | 9-3      | .436     | .358     |
| 7              | グリーンベイ・パッカーズ     | 北       | 11       | 6        | 0        | .647     | 1-5      | 6-6      | .533     | .412     |
|                |                              |          |          |          |          |          |          |          |          |          |
| 8              | シアトル・シーホークス       | 西       | 10       | 7        | 0        | .588     | 4-2      | 6-6      | .498     | .424     |
| 9              | アトランタ・ファルコンズ     | 南       | 8        | 9        | 0        | .471     | 4-2      | 7-5      | .519     | .426     |
| 10             | アリゾナ・カージナルス       | 西       | 8        | 9        | 0        | .471     | 3-3      | 4-8      | .536     | .404     |
| 11             | ダラス・カウボーイズ         | 東       | 7        | 10       | 0        | .412     | 3-3      | 5-7      | .522     | .387     |
| 12             | サンフランシスコ・49ers      | 西       | 6        | 11       | 0        | .353     | 1-5      | 4-8      | .564     | .402     |
| 13             | シカゴ・ベアーズ             | 北       | 5        | 12       | 0        | .294     | 1-5      | 3-9      | .554     | .388     |
| 14             | カロライナ・パンサーズ       | 南       | 5        | 12       | 0        | .294     | 2-4      | 4-8      | .498     | .329     |
| 15             | ニューオーリンズ・セインツ   | 南       | 5        | 12       | 0        | .294     | 2-4      | 4-8      | .505     | .306     |
| 16             | ニューヨーク・ジャイアンツ   | 東       | 3        | 14       | 0        | .176     | 0-6      | 1-11     | .554     | .412     |
| タイブレーク   |                              |          |          |          |          |          |          |          |          |          |
| 1. 2. 3. 4. 5. |                              |          |          |          |          |          |          |          |          |          |

|  |                                                      |                                                      |                                                      |                                                |                                  |                                  |                                  |                                |          |    |                                  |                                  |                                  |  |  |                                   |                                   |                                   |
|  | ワイルドカード・プレーオフ                           | ワイルドカード・プレーオフ                           | ワイルドカード・プレーオフ                           |                                                |                                  | ディビジョナル・プレーオフ       | ディビジョナル・プレーオフ       | ディビジョナル・プレーオフ     |          |    |                                  |                                  |                                  |  |  |                                   |                                   |                                   |
|  | 2025年1月11日 M&Tバンク・スタジアム                  | 2025年1月11日 M&Tバンク・スタジアム                  | 2025年1月11日 M&Tバンク・スタジアム                  |                                                |                                  | 1月19日 ハイマーク・スタジアム   | 1月19日 ハイマーク・スタジアム   | 1月19日 ハイマーク・スタジアム |          |    | 1月26日 アローヘッド・スタジアム | 1月26日 アローヘッド・スタジアム | 1月26日 アローヘッド・スタジアム |  |  | 2月9日 シーザーズ・スーパードーム | 2月9日 シーザーズ・スーパードーム | 2月9日 シーザーズ・スーパードーム |
|  | 6                                                    | スティーラーズ                                       | 14                                                   |                                                |                                  | 1月19日 ハイマーク・スタジアム   | 1月19日 ハイマーク・スタジアム   | 1月19日 ハイマーク・スタジアム |          |    | 1月26日 アローヘッド・スタジアム | 1月26日 アローヘッド・スタジアム | 1月26日 アローヘッド・スタジアム |  |  | 2月9日 シーザーズ・スーパードーム | 2月9日 シーザーズ・スーパードーム | 2月9日 シーザーズ・スーパードーム |
|  | 6                                                    | スティーラーズ                                       | 14                                                   |                                                |                                  | 1月19日 ハイマーク・スタジアム   | 1月19日 ハイマーク・スタジアム   | 1月19日 ハイマーク・スタジアム |          |    | 1月26日 アローヘッド・スタジアム | 1月26日 アローヘッド・スタジアム | 1月26日 アローヘッド・スタジアム |  |  | 2月9日 シーザーズ・スーパードーム | 2月9日 シーザーズ・スーパードーム | 2月9日 シーザーズ・スーパードーム |
|  | 3                                                    | レイブンズ                                           | 28                                                   |                                                |                                  | 1月19日 ハイマーク・スタジアム   | 1月19日 ハイマーク・スタジアム   | 1月19日 ハイマーク・スタジアム |          |    | 1月26日 アローヘッド・スタジアム | 1月26日 アローヘッド・スタジアム | 1月26日 アローヘッド・スタジアム |  |  | 2月9日 シーザーズ・スーパードーム | 2月9日 シーザーズ・スーパードーム | 2月9日 シーザーズ・スーパードーム |
|  | 3                                                    | レイブンズ                                           | 28                                                   |                                                |                                  | 1月19日 ハイマーク・スタジアム   | 1月19日 ハイマーク・スタジアム   | 1月19日 ハイマーク・スタジアム |          |    | 1月26日 アローヘッド・スタジアム | 1月26日 アローヘッド・スタジアム | 1月26日 アローヘッド・スタジアム |  |  | 2月9日 シーザーズ・スーパードーム | 2月9日 シーザーズ・スーパードーム | 2月9日 シーザーズ・スーパードーム |
|  | 2025年1月12日 ハイマーク・スタジアム                 | 2025年1月12日 ハイマーク・スタジアム                 | 2025年1月12日 ハイマーク・スタジアム                 | 3                                              | レイブンズ                       | 25                               |                                  |                                |          |    | 1月26日 アローヘッド・スタジアム | 1月26日 アローヘッド・スタジアム | 1月26日 アローヘッド・スタジアム |  |  | 2月9日 シーザーズ・スーパードーム | 2月9日 シーザーズ・スーパードーム | 2月9日 シーザーズ・スーパードーム |
|  | 2025年1月12日 ハイマーク・スタジアム                 | 2025年1月12日 ハイマーク・スタジアム                 | 2025年1月12日 ハイマーク・スタジアム                 | 3                                              | レイブンズ                       | 25                               |                                  |                                |          |    | 1月26日 アローヘッド・スタジアム | 1月26日 アローヘッド・スタジアム | 1月26日 アローヘッド・スタジアム |  |  | 2月9日 シーザーズ・スーパードーム | 2月9日 シーザーズ・スーパードーム | 2月9日 シーザーズ・スーパードーム |
|  | 2025年1月12日 ハイマーク・スタジアム                 | 2025年1月12日 ハイマーク・スタジアム                 | 2025年1月12日 ハイマーク・スタジアム                 |                                                | 2                                | ビルズ                           | 27                               |                                |          |    | 1月26日 アローヘッド・スタジアム | 1月26日 アローヘッド・スタジアム | 1月26日 アローヘッド・スタジアム |  |  | 2月9日 シーザーズ・スーパードーム | 2月9日 シーザーズ・スーパードーム | 2月9日 シーザーズ・スーパードーム |
|  | 2025年1月12日 ハイマーク・スタジアム                 | 2025年1月12日 ハイマーク・スタジアム                 | 2025年1月12日 ハイマーク・スタジアム                 |                                                | 2                                | ビルズ                           | 27                               |                                |          |    | 1月26日 アローヘッド・スタジアム | 1月26日 アローヘッド・スタジアム | 1月26日 アローヘッド・スタジアム |  |  | 2月9日 シーザーズ・スーパードーム | 2月9日 シーザーズ・スーパードーム | 2月9日 シーザーズ・スーパードーム |
|  | 7                                                    | ブロンコス                                           | 7                                                    | AFC                                            | AFC                              | AFC                              |                                  |                                |          |    | 1月26日 アローヘッド・スタジアム | 1月26日 アローヘッド・スタジアム | 1月26日 アローヘッド・スタジアム |  |  | 2月9日 シーザーズ・スーパードーム | 2月9日 シーザーズ・スーパードーム | 2月9日 シーザーズ・スーパードーム |
|  | 7                                                    | ブロンコス                                           | 7                                                    | AFC                                            | AFC                              | AFC                              |                                  |                                |          |    | 1月26日 アローヘッド・スタジアム | 1月26日 アローヘッド・スタジアム | 1月26日 アローヘッド・スタジアム |  |  | 2月9日 シーザーズ・スーパードーム | 2月9日 シーザーズ・スーパードーム | 2月9日 シーザーズ・スーパードーム |
|  | 2                                                    | ビルズ                                               | 31                                                   |                                                | 1月18日 アローヘッド・スタジアム | 1月18日 アローヘッド・スタジアム | 1月18日 アローヘッド・スタジアム |                                |          |    | 1月26日 アローヘッド・スタジアム | 1月26日 アローヘッド・スタジアム | 1月26日 アローヘッド・スタジアム |  |  | 2月9日 シーザーズ・スーパードーム | 2月9日 シーザーズ・スーパードーム | 2月9日 シーザーズ・スーパードーム |
|  | 2                                                    | ビルズ                                               | 31                                                   |                                                | 1月18日 アローヘッド・スタジアム | 1月18日 アローヘッド・スタジアム | 1月18日 アローヘッド・スタジアム |                                |          |    | 1月26日 アローヘッド・スタジアム | 1月26日 アローヘッド・スタジアム | 1月26日 アローヘッド・スタジアム |  |  | 2月9日 シーザーズ・スーパードーム | 2月9日 シーザーズ・スーパードーム | 2月9日 シーザーズ・スーパードーム |
|  | 2025年1月11日 NRGスタジアム                          | 2025年1月11日 NRGスタジアム                          | 2025年1月11日 NRGスタジアム                          | 2                                              | 1月18日 アローヘッド・スタジアム | 1月18日 アローヘッド・スタジアム | 1月18日 アローヘッド・スタジアム | ビルズ                         | 29       |    |                                  |                                  |                                  |  |  | 2月9日 シーザーズ・スーパードーム | 2月9日 シーザーズ・スーパードーム | 2月9日 シーザーズ・スーパードーム |
|  | 2025年1月11日 NRGスタジアム                          | 2025年1月11日 NRGスタジアム                          | 2025年1月11日 NRGスタジアム                          | 2                                              | 1月18日 アローヘッド・スタジアム | 1月18日 アローヘッド・スタジアム | 1月18日 アローヘッド・スタジアム | ビルズ                         | 29       |    |                                  |                                  |                                  |  |  | 2月9日 シーザーズ・スーパードーム | 2月9日 シーザーズ・スーパードーム | 2月9日 シーザーズ・スーパードーム |
|  | 2025年1月11日 NRGスタジアム                          | 2025年1月11日 NRGスタジアム                          | 2025年1月11日 NRGスタジアム                          |                                                | 1月18日 アローヘッド・スタジアム | 1月18日 アローヘッド・スタジアム | 1月18日 アローヘッド・スタジアム | 1                              | チーフス | 32 |                                  |                                  |                                  |  |  | 2月9日 シーザーズ・スーパードーム | 2月9日 シーザーズ・スーパードーム | 2月9日 シーザーズ・スーパードーム |
|  | 2025年1月11日 NRGスタジアム                          | 2025年1月11日 NRGスタジアム                          | 2025年1月11日 NRGスタジアム                          |                                                | 1月18日 アローヘッド・スタジアム | 1月18日 アローヘッド・スタジアム | 1月18日 アローヘッド・スタジアム | 1                              | チーフス | 32 |                                  |                                  |                                  |  |  | 2月9日 シーザーズ・スーパードーム | 2月9日 シーザーズ・スーパードーム | 2月9日 シーザーズ・スーパードーム |
|  | 2025年1月11日 NRGスタジアム                          | 2025年1月11日 NRGスタジアム                          | 2025年1月11日 NRGスタジアム                          | AFCチャンピオンシップ                          | 1月18日 アローヘッド・スタジアム | 1月18日 アローヘッド・スタジアム | 1月18日 アローヘッド・スタジアム |                                |          |    |                                  |                                  |                                  |  |  | 2月9日 シーザーズ・スーパードーム | 2月9日 シーザーズ・スーパードーム | 2月9日 シーザーズ・スーパードーム |
|  | 2025年1月11日 NRGスタジアム                          | 2025年1月11日 NRGスタジアム                          | 2025年1月11日 NRGスタジアム                          |                                                | 1月18日 アローヘッド・スタジアム | 1月18日 アローヘッド・スタジアム | 1月18日 アローヘッド・スタジアム |                                |          |    |                                  |                                  |                                  |  |  | 2月9日 シーザーズ・スーパードーム | 2月9日 シーザーズ・スーパードーム | 2月9日 シーザーズ・スーパードーム |
|  | 2025年1月11日 NRGスタジアム                          | 2025年1月11日 NRGスタジアム                          | 2025年1月11日 NRGスタジアム                          | 1月26日 リンカーン・フィナンシャル・フィールド | 1月18日 アローヘッド・スタジアム | 1月18日 アローヘッド・スタジアム | 1月18日 アローヘッド・スタジアム |                                |          |    |                                  |                                  |                                  |  |  | 2月9日 シーザーズ・スーパードーム | 2月9日 シーザーズ・スーパードーム | 2月9日 シーザーズ・スーパードーム |
|  | 5                                                    | チャージャーズ                                       | 12                                                   |                                                | 1月18日 アローヘッド・スタジアム | 1月18日 アローヘッド・スタジアム | 1月18日 アローヘッド・スタジアム |                                |          |    |                                  |                                  |                                  |  |  | 2月9日 シーザーズ・スーパードーム | 2月9日 シーザーズ・スーパードーム | 2月9日 シーザーズ・スーパードーム |
|  | 5                                                    | チャージャーズ                                       | 12                                                   | 4                                              | テキサンズ                       | 14                               |                                  |                                |          |    |                                  |                                  |                                  |  |  | 2月9日 シーザーズ・スーパードーム | 2月9日 シーザーズ・スーパードーム | 2月9日 シーザーズ・スーパードーム |
|  | 4                                                    | テキサンズ                                           | 32                                                   | 4                                              | テキサンズ                       | 14                               |                                  |                                |          |    |                                  |                                  |                                  |  |  | 2月9日 シーザーズ・スーパードーム | 2月9日 シーザーズ・スーパードーム | 2月9日 シーザーズ・スーパードーム |
|  | 4                                                    | テキサンズ                                           | 32                                                   | 1                                              | チーフス                         | 23                               |                                  |                                |          |    |                                  |                                  |                                  |  |  | 2月9日 シーザーズ・スーパードーム | 2月9日 シーザーズ・スーパードーム | 2月9日 シーザーズ・スーパードーム |
|  | 2025年1月12日 レイモンド・ジェームス・スタジアム     |                                                      |                                                      | 1                                              | チーフス                         | 23                               |                                  |                                |          |    |                                  |                                  |                                  |  |  | 2月9日 シーザーズ・スーパードーム | 2月9日 シーザーズ・スーパードーム | 2月9日 シーザーズ・スーパードーム |
|  | 1月18日 フォード・フィールド                         |                                                      |                                                      |                                                |                                  |                                  |                                  |                                |          |    |                                  |                                  |                                  |  |  | 2月9日 シーザーズ・スーパードーム | 2月9日 シーザーズ・スーパードーム | 2月9日 シーザーズ・スーパードーム |
|  |                                                      |                                                      |                                                      |                                                |                                  |                                  |                                  |                                |          |    |                                  |                                  |                                  |  |  | 2月9日 シーザーズ・スーパードーム | 2月9日 シーザーズ・スーパードーム | 2月9日 シーザーズ・スーパードーム |
|  |                                                      |                                                      |                                                      |                                                |                                  |                                  |                                  |                                |          |    |                                  |                                  |                                  |  |  | 2月9日 シーザーズ・スーパードーム | 2月9日 シーザーズ・スーパードーム | 2月9日 シーザーズ・スーパードーム |
|  |                                                      |                                                      |                                                      |                                                |                                  |                                  |                                  |                                |          |    |                                  |                                  |                                  |  |  | 2月9日 シーザーズ・スーパードーム | 2月9日 シーザーズ・スーパードーム | 2月9日 シーザーズ・スーパードーム |
|  | A1                                                   | チーフス                                             | 22                                                   |                                                |                                  |                                  |                                  |                                |          |    |                                  |                                  |                                  |  |  |                                   |                                   |                                   |
|  | A1                                                   | チーフス                                             | 22                                                   |                                                |                                  |                                  |                                  |                                |          |    |                                  |                                  |                                  |  |  |                                   |                                   |                                   |
|  |                                                      | N2                                                   | イーグルス                                           | 40                                             |                                  |                                  |                                  |                                |          |    |                                  |                                  |                                  |  |  |                                   |                                   |                                   |
|  |                                                      | N2                                                   | イーグルス                                           | 40                                             |                                  |                                  |                                  |                                |          |    |                                  |                                  |                                  |  |  |                                   |                                   |                                   |
|  | 第59回スーパーボウル                                 |                                                      |                                                      |                                                |                                  |                                  |                                  |                                |          |    |                                  |                                  |                                  |  |  |                                   |                                   |                                   |
|  |                                                      |                                                      |                                                      |                                                |                                  |                                  |                                  |                                |          |    |                                  |                                  |                                  |  |  |                                   |                                   |                                   |
|  |                                                      |                                                      |                                                      |                                                |                                  |                                  |                                  |                                |          |    |                                  |                                  |                                  |  |  |                                   |                                   |                                   |
|  | 6                                                    | コマンダース                                         | 23                                                   |                                                |                                  |                                  |                                  |                                |          |    |                                  |                                  |                                  |  |  |                                   |                                   |                                   |
|  | 6                                                    | コマンダース                                         | 23                                                   | 6                                              | コマンダース                     | 45                               |                                  |                                |          |    |                                  |                                  |                                  |  |  |                                   |                                   |                                   |
|  | 3                                                    | バッカニアーズ                                       | 20                                                   | 6                                              | コマンダース                     | 45                               |                                  |                                |          |    |                                  |                                  |                                  |  |  |                                   |                                   |                                   |
|  | 3                                                    | バッカニアーズ                                       | 20                                                   | 1                                              | ライオンズ                       | 31                               |                                  |                                |          |    |                                  |                                  |                                  |  |  |                                   |                                   |                                   |
|  | 2025年1月13日 ステートファーム・スタジアム           |                                                      |                                                      | 1                                              | ライオンズ                       | 31                               |                                  |                                |          |    |                                  |                                  |                                  |  |  |                                   |                                   |                                   |
|  | NFC                                                  |                                                      |                                                      |                                                |                                  |                                  |                                  |                                |          |    |                                  |                                  |                                  |  |  |                                   |                                   |                                   |
|  |                                                      |                                                      |                                                      |                                                |                                  |                                  |                                  |                                |          |    |                                  |                                  |                                  |  |  |                                   |                                   |                                   |
|  | 1月19日 リンカーン・フィナンシャル・フィールド       |                                                      |                                                      |                                                |                                  |                                  |                                  |                                |          |    |                                  |                                  |                                  |  |  |                                   |                                   |                                   |
|  |                                                      |                                                      |                                                      |                                                |                                  |                                  |                                  |                                |          |    |                                  |                                  |                                  |  |  |                                   |                                   |                                   |
|  | 6                                                    | コマンダース                                         | 23                                                   |                                                |                                  |                                  |                                  |                                |          |    |                                  |                                  |                                  |  |  |                                   |                                   |                                   |
|  | 6                                                    | コマンダース                                         | 23                                                   |                                                |                                  |                                  |                                  |                                |          |    |                                  |                                  |                                  |  |  |                                   |                                   |                                   |
|  |                                                      | 2                                                    | イーグルス                                           | 55                                             |                                  |                                  |                                  |                                |          |    |                                  |                                  |                                  |  |  |                                   |                                   |                                   |
|  |                                                      | 2                                                    | イーグルス                                           | 55                                             |                                  |                                  |                                  |                                |          |    |                                  |                                  |                                  |  |  |                                   |                                   |                                   |
|  | 5                                                    | バイキングス                                         | 9                                                    | NFCチャンピオンシップ                          | NFCチャンピオンシップ            | NFCチャンピオンシップ            |                                  |                                |          |    |                                  |                                  |                                  |  |  |                                   |                                   |                                   |
|  | 5                                                    | バイキングス                                         | 9                                                    | NFCチャンピオンシップ                          | NFCチャンピオンシップ            | NFCチャンピオンシップ            |                                  |                                |          |    |                                  |                                  |                                  |  |  |                                   |                                   |                                   |
|  | 4                                                    | ラムズ                                               | 27                                                   |                                                |                                  |                                  |                                  |                                |          |    |                                  |                                  |                                  |  |  |                                   |                                   |                                   |
|  | 4                                                    | ラムズ                                               | 27                                                   |                                                |                                  |                                  |                                  |                                |          |    |                                  |                                  |                                  |  |  |                                   |                                   |                                   |
|  | 2025年1月12日 リンカーン・フィナンシャル・フィールド | 2025年1月12日 リンカーン・フィナンシャル・フィールド | 2025年1月12日 リンカーン・フィナンシャル・フィールド | 4                                              | ラムズ                           | 22                               |                                  |                                |          |    |                                  |                                  |                                  |  |  |                                   |                                   |                                   |
|  | 2025年1月12日 リンカーン・フィナンシャル・フィールド | 2025年1月12日 リンカーン・フィナンシャル・フィールド | 2025年1月12日 リンカーン・フィナンシャル・フィールド | 4                                              | ラムズ                           | 22                               |                                  |                                |          |    |                                  |                                  |                                  |  |  |                                   |                                   |                                   |
|  | 2025年1月12日 リンカーン・フィナンシャル・フィールド | 2025年1月12日 リンカーン・フィナンシャル・フィールド | 2025年1月12日 リンカーン・フィナンシャル・フィールド |                                                | 2                                | イーグルス                       | 28                               |                                |          |    |                                  |                                  |                                  |  |  |                                   |                                   |                                   |
|  | 2025年1月12日 リンカーン・フィナンシャル・フィールド | 2025年1月12日 リンカーン・フィナンシャル・フィールド | 2025年1月12日 リンカーン・フィナンシャル・フィールド |                                                | 2                                | イーグルス                       | 28                               |                                |          |    |                                  |                                  |                                  |  |  |                                   |                                   |                                   |
|  | 7                                                    | パッカーズ                                           | 10                                                   |                                                |                                  |                                  |                                  |                                |          |    |                                  |                                  |                                  |  |  |                                   |                                   |                                   |
|  | 7                                                    | パッカーズ                                           | 10                                                   |                                                |                                  |                                  |                                  |                                |          |    |                                  |                                  |                                  |  |  |                                   |                                   |                                   |
|  | 2                                                    | イーグルス                                           | 22                                                   |                                                |                                  |                                  |                                  |                                |          |    |                                  |                                  |                                  |  |  |                                   |                                   |                                   |
|  | 2                                                    | イーグルス                                           | 22                                                   |                                                |                                  |                                  |                                  |                                |          |    |                                  |                                  |                                  |  |  |                                   |                                   |                                   |

## 成績

### NFC南地区
- NO:ニューオーリンズ・セインツ、ATL:アトランタ・ファルコンズ、CAR:カロライナ・パンサーズ、TB:タンパベイ・バッカニアーズ
- 数字：シード順
- v：スーパーボウル優勝
- s：スーパーボウル敗退
- c：カンファレンス決勝敗退
- d：ディビジョナルプレーオフ敗退
- w：ワイルドカードプレーオフ敗退
- 年表示の背景色が変わっている年はチームがスーパーボウルを制覇した年

| 年   | 地区優勝 | 地区優勝 | 地区優勝 | 地区優勝 | 2位     | 2位 | 2位 | 2位 | 3位     | 3位 | 3位 | 3位 | 4位    | 4位 | 4位 | 4位 |
| 年   | チーム   | 勝       | 負       | 分       | チーム  | 勝  | 負  | 分  | チーム  | 勝  | 負  | 分  | チーム | 勝  | 負  | 分  |
| ---- | -------- | -------- | -------- | -------- | ------- | --- | --- | --- | ------- | --- | --- | --- | ------ | --- | --- | --- |
| 2024 | TB (3w)  | 10       | 7        | 0        | ATL     | 8   | 9   | 0   | CAR     | 5   | 12  | 0   | NO     | 5   | 12  | 0   |
| 2023 | TB (4d)  | 9        | 8        | 0        | NO      | 9   | 8   | 0   | ATL     | 7   | 10  | 0   | CAR    | 2   | 15  | 0   |
| 2022 | TB (4w)  | 8        | 9        | 0        | NO      | 7   | 10  | 0   | ATL     | 7   | 10  | 0   | CAR    | 7   | 10  | 0   |
| 2021 | TB (2d)  | 13       | 4        | 0        | NO      | 9   | 8   | 0   | ATL     | 7   | 10  | 0   | CAR    | 5   | 12  | 0   |
| 2020 | NO (2d)  | 12       | 4        | 0        | TB (5v) | 11  | 5   | 0   | CAR     | 5   | 11  | 0   | ATL    | 4   | 12  | 0   |
| 2019 | NO (3w)  | 13       | 3        | 0        | ATL     | 7   | 9   | 0   | TB      | 7   | 9   | 0   | CAR    | 5   | 11  | 0   |
| 2018 | NO (1c)  | 13       | 3        | 0        | ATL     | 7   | 9   | 0   | CAR     | 7   | 9   | 0   | TB     | 5   | 11  | 0   |
| 2017 | NO (4d)  | 11       | 5        | 0        | CAR(5w) | 11  | 5   | 0   | ATL(6d) | 10  | 6   | 0   | TB     | 5   | 11  | 0   |
| 2016 | ATL(2s)  | 11       | 5        | 0        | TB      | 9   | 7   | 0   | NO      | 7   | 9   | 0   | CAR    | 6   | 10  | 0   |
| 2015 | CAR(1s)  | 15       | 1        | 0        | ATL     | 8   | 8   | 0   | NO      | 7   | 9   | 0   | TB     | 6   | 10  | 0   |
| 2014 | CAR(4d)  | 7        | 8        | 1        | NO      | 7   | 9   | 0   | ATL     | 6   | 11  | 0   | TB     | 2   | 14  | 0   |
| 2013 | CAR(2d)  | 12       | 4        | 0        | NO (6d) | 11  | 5   | 0   | ATL     | 4   | 12  | 0   | TB     | 4   | 12  | 0   |
| 2012 | ATL(1c)  | 13       | 3        | 0        | CAR     | 7   | 9   | 0   | NO      | 7   | 9   | 0   | TB     | 7   | 9   | 0   |
| 2011 | NO (3d)  | 13       | 3        | 0        | ATL(5w) | 10  | 6   | 0   | CAR     | 6   | 10  | 0   | TB     | 4   | 12  | 0   |
| 2010 | ATL(1d)  | 13       | 3        | 0        | NO (5w) | 11  | 5   | 0   | TB      | 10  | 6   | 0   | CAR    | 2   | 14  | 0   |
| 2009 | NO (1v)  | 13       | 3        | 0        | ATL     | 9   | 7   | 0   | CAR     | 8   | 8   | 0   | TB     | 3   | 13  | 0   |
| 2008 | CAR(2d)  | 12       | 4        | 0        | ATL(5w) | 11  | 5   | 0   | TB      | 9   | 7   | 0   | NO     | 8   | 8   | 0   |
| 2007 | TB (4w)  | 9        | 7        | 0        | CAR     | 7   | 9   | 0   | NO      | 7   | 9   | 0   | ATL    | 4   | 12  | 0   |
| 2006 | NO (2c)  | 10       | 6        | 0        | CAR     | 8   | 8   | 0   | ATL     | 7   | 9   | 0   | TB     | 4   | 12  | 0   |
| 2005 | TB (3w)  | 11       | 5        | 0        | CAR(5c) | 11  | 5   | 0   | ATL     | 8   | 8   | 0   | NO     | 3   | 13  | 0   |
| 2004 | ATL(2c)  | 11       | 5        | 0        | NO      | 8   | 8   | 0   | CAR     | 7   | 9   | 0   | TB     | 5   | 11  | 0   |
| 2003 | CAR(3s)  | 11       | 5        | 0        | NO      | 8   | 8   | 0   | TB      | 7   | 9   | 0   | ATL    | 5   | 11  | 0   |
| 2002 | TB (2v)  | 12       | 4        | 0        | ATL(6d) | 9   | 6   | 1   | NO      | 9   | 7   | 0   | CAR    | 7   | 9   | 0   |

### NFC西地区
- SF：サンフランシスコ・49ers、StL：セントルイス・ラムズ、ATL：アトランタ・ファルコンズ、NO：ニューオーリンズ・セインツ、CAR：カロライナ・パンサーズ
- 括弧内の数字はプレイオフ出場時のシード順、文字はv：スーパーボウル優勝、s：スーパーボウル敗退・カンファレンス優勝、c：カンファレンス決勝敗退、d：ディビジョナルプレーオフ敗退、w：ワイルドカードプレイオフ敗退。1

| 年   | 地区優勝 | 地区優勝 | 地区優勝 | 地区優勝 | 2位     | 2位 | 2位 | 2位 | 3位    | 3位 | 3位 | 3位 | 4位    | 4位 | 4位 | 4位 | 5位    | 5位 | 5位 | 5位 |
| 年   | チーム   | 勝       | 負       | 分       | チーム  | 勝  | 負  | 分  | チーム | 勝  | 負  | 分  | チーム | 勝  | 負  | 分  | チーム | 勝  | 負  | 分  |
| ---- | -------- | -------- | -------- | -------- | ------- | --- | --- | --- | ------ | --- | --- | --- | ------ | --- | --- | --- | ------ | --- | --- | --- |
| 2001 | StL(1s)  | 14       | 2        | 0        | SF(5w)  | 12  | 4   | 0   | NO     | 7   | 9   | 0   | ATL    | 7   | 9   | 0   | CAR    | 1   | 15  | 0   |
| 2000 | NO(3d)   | 10       | 6        | 0        | StL(6w) | 10  | 6   | 0   | CAR    | 7   | 9   | 0   | SF     | 6   | 10  | 0   | ATL    | 4   | 12  | 0   |
| 1999 | StL(1v)  | 13       | 3        | 0        | CAR     | 8   | 8   | 0   | ATL    | 5   | 11  | 0   | SF     | 4   | 12  | 0   | NO     | 3   | 13  | 0   |
| 1998 | ATL(2s)  | 14       | 2        | 0        | SF(4d)  | 12  | 4   | 0   | NO     | 6   | 10  | 0   | CAR    | 4   | 12  | 0   | StL    | 4   | 12  | 0   |
| 1997 | SF(1c)   | 13       | 3        | 0        | CAR     | 7   | 9   | 0   | ATL    | 7   | 9   | 0   | NO     | 6   | 10  | 0   | StL    | 5   | 11  | 0   |
| 1996 | CAR(2c)  | 12       | 4        | 0        | SF(4d)  | 12  | 4   | 0   | StL    | 6   | 10  | 0   | ATL    | 3   | 13  | 0   | NO     | 3   | 13  | 0   |
| 1995 | SF(2d)   | 11       | 5        | 0        | ATL(6w) | 9   | 7   | 0   | StL    | 7   | 9   | 0   | CAR    | 7   | 9   | 0   | NO     | 7   | 9   | 0   |

### プレイオフ
- 1996
  - ディビジョナルプレーオフ勝利（対ダラス・カウボーイズ）26-17
  - NFCチャンピオンシップゲーム敗退（対グリーンベイ・パッカーズ）13-30
- 2003
  - ワイルドカードプレーオフ勝利（対ダラス・カウボーイズ）29-10
  - ディビジョナルプレーオフ勝利（対セントルイス・ラムズ）29-23 (2OT)
  - NFCチャンピオンシップゲーム勝利（対フィラデルフィア・イーグルス）14-3
  - 第38回スーパーボウル敗退（対ニューイングランド・ペイトリオッツ）29-32
- 2005
  - ワイルドカードプレーオフ勝利（対ニューヨーク・ジャイアンツ）23-0
  - ディビジョナルプレーオフ勝利（対シカゴ・ベアーズ）29-21
  - NFCチャンピオンシップゲーム敗退（対シアトル・シーホークス）14-34
- 2008
  - ワイルドカードプレーオフ敗退（対アリゾナ・カージナルス）13-33
- 2013
  - ワイルドカードプレーオフ敗退（対サンフランシスコ・フォーティーナイナーズ）10-23
- 2014年
  - ワイルドカードプレーオフ勝利（対アリゾナ・カージナルス）27–16
  - ディビジョナルプレーオフ敗退（対シアトル・シーホークス）3–17

- 2015年
  - ディビジョナルプレーオフ勝利（対シアトル・シーホークス）31–24
  - NFCチャンピオンシップゲーム勝利（対アリゾナ・カージナルス）49-15
  - 第50回スーパーボウル敗退（対デンバー・ブロンコス）10-24

## 主な選手

### 永久欠番
| カロライナ・パンサーズ 永久欠番一覧 |              |           |            |           |
| 背番号                              | 選手         | 選手      | ポジション | 在籍期間  |
| 51                                  | サム・ミルズ | Sam Mills | LB         | 1995-1997 |

### プロフットボール殿堂入り
| プロフットボール殿堂入りメンバー一覧 |                  |              |            |                 |        |
| 選手                                 |                  |              |            |                 |        |
| 背番号                               | 名前             | 名前         | ポジション | 在籍期間        | 選出年 |
| 92                                   | レジー・ホワイト | Reggie White | DE, T      | 2000            | 2006   |
| 91                                   | ケビン・グリーン | Kevin Greene | LB, DE     | 1996, 1998–1999 | 2016   |
| コーチ・エグゼクティブ               |                  |              |            |                 |        |
| 名前                                 | 名前             | 名前         | 役職       | 在籍期間        | 選出年 |
| ビル・ポリアン                       | ビル・ポリアン   | Bill Polian  | GM         | 1995–1997       | 2015   |

### ホール・オブ・オナー
カロライナ・パンサーズ・ホール・オブ・オナー（The Carolina Panthers Hall of Honor）は、パンサーズへ貢献した人へ栄誉を称えるため、1997年に設立された。
- マイク・マコーマック 社長, GM
- 51 サム・ミルズ LB
- PSL オーナー
- 89 スティーブ・スミス WR, RS
- 17 ジェイク・デローム QB
- 85 ウェズリー・ウォールズ TE
- 69 ジョーダン・グロス OT

## 歴代ヘッドコーチ
- ドム・ケイパース (1995 - 1998)
- ジョージ・シーファート (1999 - 2001)
- ジョン・フォックス (2002 - 2010)
- ロン・リベラ (2011 - 2019)
- ペリー・フューウェル (2019) (暫定)
- マット・ルール (2020 - 2022)
- スティーブ・ウィルクス (2022) (暫定)
- フランク・ライク (2023)
- クリス・タボー (2023) (暫定)
- デイブ・カナルス (2024-)